# Priscila Fantin
Priscila Fantin de Freitas (ur. 18 lutego 1983 w Salvador da Bahia) – brazylijska aktorka, znana z występów w telenowelach. Wystąpiła m.in. w takich produkcjach jak Chocolate com Pimenta czy Mad Maria.

## Filmografia
- 1999-2001 – Malhaçao jako Tatiana Almeida Chaves
- 2001 – Filhas da Mãe, As jako Joana Rocha
- 2002 – Esperança jako Maria
- 2003 – Sítio do Pica-Pau Amarelo jako Bela
- 2003 – Chocolate com Pimenta jako Olga Gonçalves Lima
- 2005 – Mad Maria jako Luiza
- 2005 – Alma Gêmea jako Serena Anauê Souza Dias
- 2007-2008 – Siedem grzechów (Sete Pecados) jako Beatriz Ferraz
- 2008 – Casos e Acasos jako Franciele
- 2008 – Orquestra dos Meninos jako Creuza
- 2010 – Tempos Modernos jako Nara  Nolasco
- 2012 – As Brasileiras jako Berenice

## Życie prywatne
W 2011 roku urodziła syna – Romeo, którego ojcem jest Renan Abreu.